# Saarländische Badmintonmeisterschaft
Saarländische Badmintonmeisterschaften werden seit der Saison 1957/58 ausgetragen. Sie stellten in den ersten Jahren die zweithöchste Meisterschaftsebene im Badminton in Deutschland dar und waren die direkte Qualifikation für die deutschen Meisterschaften. Mit der Einführung der Südwestdeutschen Badmintonmeisterschaften in der Saison 1961/62 wurden die Titelkämpfe um eine Ebene tiefergestellt.

## Titelträger
| Saison    | Herreneinzel                             | Dameneinzel                                 | Herrendoppel                                                                           | Damendoppel                                                                       | Mixed                                                                               |
| --------- | ---------------------------------------- | ------------------------------------------- | -------------------------------------------------------------------------------------- | --------------------------------------------------------------------------------- | ----------------------------------------------------------------------------------- |
| 1957/58   | Klaus Dengel (TuS Wiebelskirchen)        | Gudrun Appel (TuS Wiebelskirchen)           | Werner Görlinger (TuS Wiebelskirchen) Gustav Schöer (TuS Wiebelskirchen)               | Gudrun Appel (TuS Wiebelskirchen) Hannelore Bettinger (TuS Wiebelskirchen)        | Klaus Dengel (TuS Wiebelskirchen) Gudrun Appel (TuS Wiebelskirchen)                 |
| 1958/59   | Deha Ranjan Guha (TuS Wiebelskirchen)    | Gudrun Appel (TuS Wiebelskirchen)           | Reiner Berlo (TV Hermann-Röchling-Höhe) Hans-Joachim Schunk (TV Hermann-Röchling-Höhe) | Gudrun Appel (TuS Wiebelskirchen) Hannelore Bettinger (TuS Wiebelskirchen)        | Reiner Berlo (TV Hermann-Röchling-Höhe) Waltraud Ditzler (TV Hermann-Röchling-Höhe) |
| 1959/60   | Faruk Mir (TuS Wiebelskirchen)           | Hannelore Bettinger (TuS Wiebelskirchen)    | Reiner Berlo (TV Hermann-Röchling-Höhe) Hans-Joachim Schunk (TV Hermann-Röchling-Höhe) | Ingrid Quellenberg (Viktoria Neunkirchen) Mechthild Scheer (Viktoria Neunkirchen) | Reiner Berlo (TV Hermann-Röchling-Höhe) Waltraud Ditzler (TV Hermann-Röchling-Höhe) |
| 1960/61   | Faruk Mir (TuS Wiebelskirchen)           | Brigitte Gros (DJK Heiligenwald)            | Faruk Mir (TuS Wiebelskirchen) Wolfgang Schumann (TuS Wiebelskirchen)                  | Agnes Brecht (TV Völklingen) Else Rousselange (TV Völklingen)                     | Wolfgang Schumann (TuS Wiebelskirchen) Hannelore Bettinger (TuS Wiebelskirchen)     |
| 1961/62   | Wolfgang Schumann (TuS Wiebelskirchen)   | Brigitte Gros (TV Heiligenwald)             | Reiner Berlo (BC Hermann-Röchling-Höhe) Hans-Joachim Schunk (BC Hermann-Röchling-Höhe) | Brigitte Gros (TV Heiligenwald) Ilse Uertz (TuS 1860 Neunkirchen)                 | Wolfgang Schumann (TuS Wiebelskirchen) Hannelore Bettinger (TuS Wiebelskirchen)     |
| 1962/63   | Faruk Mir (TuS Wiebelskirchen)           | Brigitte Gros (PSV Saarbrücken)             | Peter Jacobs (TV Völklingen) Faruk Mir (TuS Wiebelskirchen)                            | Brigitte Gros (TV Heiligenwald) Ilse Uertz (TuS 1860 Neunkirchen)                 | Reiner Berlo (BC Hermann-Röchling-Höhe) Waltraud Ditzler (BC Hermann-Röchling-Höhe) |
| 1963/64   | Wolfgang Schumann (TuS Wiebelskirchen)   | Marianne Aatz (TV Heiligenwald)             | Peter Jacobs (TV Völklingen) Wolfgang Schumann (TuS Wiebelskirchen)                    | Ingrid Ackermann (PSV Saarbrücken) Brigitte Gros (PSV Saarbrücken)                | Peter Jacobs (TV Völklingen) Marianne Aatz (TV Heiligenwald)                        |
| 1964/65   | Karl Geisler (TuS Wiebelskirchen)        | Marianne Aatz (TV Heiligenwald)             | Peter Jacobs (TV Völklingen) Wolfgang Schumann (TuS Wiebelskirchen)                    | Ingrid Ackermann (PSV Saarbrücken) Brigitte Gros (PSV Saarbrücken)                | Peter Jacobs (TV Völklingen) Marianne Aatz (TV Heiligenwald)                        |
| 1965/66   | Karl Geisler (TuS Wiebelskirchen)        | Margit Regitz (TuS 1860 Neunkirchen)        | Edgar Bauer (TV Völklingen) Norbert Werth (TV Völklingen)                              | Marianne Aatz (PSV Saarbrücken) Brigitte Gros (PSV Saarbrücken)                   | Peter Jacobs (PSV Saarbrücken) Marianne Aatz (PSV Saarbrücken)                      |
| 1966/67   | Karl Geisler (TuS Wiebelskirchen)        | Marianne Aatz (PSV Saarbrücken)             | Karl Geisler (TuS Wiebelskirchen) Wolfgang Schumann (TuS Wiebelskirchen)               | Marianne Aatz (PSV Saarbrücken) Brigitte Gros (PSV Saarbrücken)                   | Fritz Pfeiffer (PSV Saarbrücken) Brigitte Gros (PSV Saarbrücken)                    |
| 1967/68   | Karl Geisler (TuS Wiebelskirchen)        | Marianne Aatz (PSV Saarbrücken)             | Peter Jacobs (PSV Saarbrücken) Fritz Pfeiffer (PSV Saarbrücken)                        | Marianne Aatz (PSV Saarbrücken) Brigitte Gros (PSV Saarbrücken)                   | Peter Jacobs (PSV Saarbrücken) Marianne Aatz (PSV Saarbrücken)                      |
| 1968/69   | Karl Geisler (TuS Wiebelskirchen)        | Marianne Aatz (PSV Saarbrücken)             | Axel Fischer (TV Völklingen) Norbert Werth (TV Völklingen)                             | Brunhilde Geiger (TuS Wiebelskirchen) Ilse Schumann (TuS Wiebelskirchen)          | Edgar Bauer (TV Völklingen) Helga Bauer (TV Völklingen)                             |
| 1969/70   | Arno Schley (TuS Wiebelskirchen)         | Vera Martini (TuS Wiebelskirchen)           | Axel Fischer (TV Völklingen) Norbert Werth (TV Völklingen)                             | Brunhilde Geiger (TuS Wiebelskirchen) Vera Martini (TuS Wiebelskirchen)           | Arno Schley (TuS Wiebelskirchen) Brunhilde Geiger (TuS Wiebelskirchen)              |
| 1970/71   | Karl Geisler (TuS Wiebelskirchen)        | Vera Martini (TuS Wiebelskirchen)           | Karl Geisler (TuS Wiebelskirchen) Arno Schley (TuS Wiebelskirchen)                     | Vera Martini (TuS Wiebelskirchen) Gudrun Schallmo (TuS Wiebelskirchen)            | Norbert Werth (TuS Wiebelskirchen) Vera Martini (TuS Wiebelskirchen)                |
| 1971/72   | Karl Geisler (TuS Wiebelskirchen)        | Vera Martini (TuS Wiebelskirchen)           | Rupert Lebmeier (TuS Wiebelskirchen) Norbert Werth (TuS Wiebelskirchen)                | Vera Martini (TuS Wiebelskirchen) Krimhild Schmidt (PSV Saarbrücken)              | Norbert Werth (TuS Wiebelskirchen) Vera Martini (TuS Wiebelskirchen)                |
| 1972/73   | Arno Schley (TuS Wiebelskirchen)         | Vera Martini (TuS Wiebelskirchen)           | Karl Geisler (TuS Wiebelskirchen) Norbert Werth (TuS Wiebelskirchen)                   | Vera Martini (TuS Wiebelskirchen) Monika Schönsteiner (TuS Wiebelskirchen)        | Arno Schley (TuS Wiebelskirchen) Vera Martini (TuS Wiebelskirchen)                  |
| 1973/74   | Arno Schley (TuS Wiebelskirchen)         | Vera Martini (TuS Wiebelskirchen)           | Rupert Lebmeier (TuS Wiebelskirchen) Arno Schley (TuS Wiebelskirchen)                  | Vera Martini (TuS Wiebelskirchen) Monika Schönsteiner (TuS Wiebelskirchen)        | Helmut Streit (TuS Wiebelskirchen) Ingeborg Bauer (TuS Wiebelskirchen)              |
| 1974/75   | Karl Geisler (TuS Wiebelskirchen)        | Monika Schönsteiner (TuS Wiebelskirchen)    | Helmut Streit (TuS Wiebelskirchen) Norbert Werth (TuS Wiebelskirchen)                  | Vera Winter (TuS Wiebelskirchen) Monika Schönsteiner (TuS Wiebelskirchen)         | Helmut Streit (TuS Wiebelskirchen) Monika Schönsteiner (TuS Wiebelskirchen)         |
| 1975/76   | Karl Geisler (TuS Wiebelskirchen)        | Vera Winter (TuS Wiebelskirchen)            | Karl Geisler (TuS Wiebelskirchen) Arno Schley (TuS Wiebelskirchen)                     | Ingeborg Bauer (TuS Wiebelskirchen) Monika Schönsteiner (TuS Wiebelskirchen)      | Helmut Streit (TuS Wiebelskirchen) Monika Schönsteiner (TuS Wiebelskirchen)         |
| 1976/77   | Georg Simon (TuS Wiebelskirchen)         | Ingeborg Bauer (TuS Wiebelskirchen)         | Karl Geisler (TuS Wiebelskirchen) Arno Schley (TuS Wiebelskirchen)                     | Gaby Knapp (TuS Wiebelskirchen) Ingeborg Schley (TuS Wiebelskirchen)              | Helmut Streit (TuS Wiebelskirchen) Ingeborg Schley (TuS Wiebelskirchen)             |
| 1977/78   | Georg Simon (TuS Wiebelskirchen)         | Vera Martini (TuS Wiebelskirchen)           | Karl Geisler (TuS Wiebelskirchen) Helmut Streit (TuS Wiebelskirchen)                   | Gaby Knapp (TuS Wiebelskirchen) Vera Martini (TuS Wiebelskirchen)                 | Georg Simon (TuS Wiebelskirchen) Vera Martini (TuS Wiebelskirchen)                  |
| 1978/79   | Georg Simon (TuS Wiebelskirchen)         | Vera Martini (TuS Wiebelskirchen)           | Karl Geisler (TuS Wiebelskirchen) Georg Simon (TuS Wiebelskirchen)                     | Gaby Knapp (TuS Wiebelskirchen) Vera Martini (TuS Wiebelskirchen)                 | Georg Simon (TuS Wiebelskirchen) Vera Martini (TuS Wiebelskirchen)                  |
| 1979/80   | Georg Simon (TuS Wiebelskirchen)         | Vera Martini (TuS Wiebelskirchen)           | Karl Geisler (TuS Wiebelskirchen) Georg Simon (TuS Wiebelskirchen)                     | Vera Martini (TuS Wiebelskirchen) Ingeborg Schley (TuS Wiebelskirchen)            | Georg Simon (TuS Wiebelskirchen) Vera Martini (TuS Wiebelskirchen)                  |
| 1980/81   | Georg Simon (TuS Wiebelskirchen)         | Sigrid Bleymehl (TuS Wiebelskirchen)        | Karl Geisler (TuS Wiebelskirchen) Georg Simon (TuS Wiebelskirchen)                     | Sigrid Bleymehl (TuS Wiebelskirchen) Vera Martini (TuS Wiebelskirchen)            | Ulrich Maus (TuS Wiebelskirchen) Vera Martini (TuS Wiebelskirchen)                  |
| 1981/82   | Karl Geisler (TuS Wiebelskirchen)        | Sigrid Bleymehl (TuS Wiebelskirchen)        | Volker Eiber (TV Völklingen) Karl Geisler (TuS Wiebelskirchen)                         | Vera Martini (TuS Wiebelskirchen) Monika Peiffer (TuS Wiebelskirchen)             | Norbert Schneider (TuS Wiebelskirchen) Vera Martini (TuS Wiebelskirchen)            |
| 1982/83   | Volker Eiber (TV Völklingen)             | Sigrid Bleymehl (TuS Wiebelskirchen)        | Volker Eiber (TV Völklingen) Christoph Weis (TV Völklingen)                            | Hildegard Gross (ASC Dudweiler) Heike Schwiedland (ASC Dudweiler)                 | Volker Eiber (TV Völklingen) Daniela Balloff (TV Völklingen)                        |
| 1983/84   | Bernd Schwitzgebel (TV Scheidt)          | Bettina Mattern (SSV Heiligenwald)          | Volker Eiber (TuS Wiebelskirchen) Bernd Schwitzgebel (TV Scheidt)                      | Sigrid Bleymehl (TuS Wiebelskirchen) Ingeborg Schley (TuS Wiebelskirchen)         | Horst Denzer (TuS Wiebelskirchen) Vera Martini (TuS Wiebelskirchen)                 |
| 1984/85   | Bernd Schwitzgebel (TuS Wiebelskirchen)  | Christiane Russ (TuS Wiebelskirchen)        | Karl Geisler (TuS Wiebelskirchen) Georg Simon (TuS Wiebelskirchen)                     | Vera Martini (TuS Wiebelskirchen) Christiane Russ (TuS Wiebelskirchen)            | Georg Simon (TuS Wiebelskirchen) Vera Martini (TuS Wiebelskirchen)                  |
| 1985/86   | Volker Eiber (TuS Wiebelskirchen)        | Bettina Mattern (SSV Heiligenwald)          | Volker Eiber (TuS Wiebelskirchen) Bernd Schwitzgebel (TuS Wiebelskirchen)              | Anette Geisler (TuS Wiebelskirchen) Vera Missol (TuS Wiebelskirchen)              | Volker Eiber (TuS Wiebelskirchen) Anette Geisler (TuS Wiebelskirchen)               |
| 1986/87   | Volker Eiber (TuS Wiebelskirchen)        | Anette Geisler (TuS Wiebelskirchen)         | Volker Eiber (TuS Wiebelskirchen) Bernd Schwitzgebel (TuS Wiebelskirchen)              | Sigrid Bleymehl-Schley (TuS Wiebelskirchen) Anette Geisler (TuS Wiebelskirchen)   | Volker Eiber (TuS Wiebelskirchen) Anette Geisler (TuS Wiebelskirchen)               |
| 1987/88   | Bernd Schwitzgebel (TuS Wiebelskirchen)  | Bettina Mattern (SSV Heiligenwald)          | Stefan Maus (TuS Wiebelskirchen) Bernd Schwitzgebel (TuS Wiebelskirchen)               | Heike Erler (TuS Wiebelskirchen) Bettina Mattern (SSV Heiligenwald)               | Franz-Josef Müller (SSV Heiligenwald) Bettina Mattern (SSV Heiligenwald)            |
| 1988/89   | Franz-Josef Müller (SSV Heiligenwald)    | Anette Geisler (TuS Wiebelskirchen)         | Martin Kranitz (SSV Heiligenwald) Franz-Josef Müller (SSV Heiligenwald)                | Sigrid Bleymehl-Schley (TuS Wiebelskirchen) Anette Geisler (TuS Wiebelskirchen)   | Franz-Josef Müller (SSV Heiligenwald) Bettina Mattern (SSV Heiligenwald)            |
| 1989/90   | Franz-Josef Müller (SSV Heiligenwald)    | Heike Erler (TuS Wiebelskirchen)            | Stefan Maus (TuS Wiebelskirchen) Bernd Schwitzgebel (TuS Wiebelskirchen)               | Heike Erler (TuS Wiebelskirchen) Katrin Schmidt (TuS Wiebelskirchen)              | Martin Kranitz (SSV Heiligenwald) Anette Geisler (TuS Wiebelskirchen)               |
| 1990/91   | Franz-Josef Müller (SSV Heiligenwald)    | Sigrid Bleymehl-Schley (TuS Wiebelskirchen) | Stefan Maus (TuS Wiebelskirchen) Uwe Ossenbrink (TuS Wiebelskirchen)                   | Sigrid Bleymehl-Schley (TuS Wiebelskirchen) Sandra Volz (TuS Wiebelskirchen)      | Martin Kranitz (SSV Heiligenwald) Anette Geisler (TuS Wiebelskirchen)               |
| 1991/92   | Franz-Josef Müller (SSV Heiligenwald)    | Heike Erler (TuS Wiebelskirchen)            | Martin Kranitz (SSV Heiligenwald) Franz-Josef Müller (SSV Heiligenwald)                | Sigrid Bleymehl-Schley (TuS Wiebelskirchen) Sandra Volz (TuS Wiebelskirchen)      | Dirk Wagner (SSV Heiligenwald) Anette Geisler (TuS Wiebelskirchen)                  |
| 1992/93   | Bernd Schwitzgebel (TuS Wiebelskirchen)  | Heike Erler (TuS Wiebelskirchen)            | Jürgen Bühler (SSV Heiligenwald) Martin Kranitz (SSV Heiligenwald)                     | Heike Erler (TuS Wiebelskirchen) Brigitte Fassbender (TuS Wiebelskirchen)         | Martin Kranitz (SSV Heiligenwald) Anette Geisler (TuS Wiebelskirchen)               |
| 1993/94   | Thomas Wurm (TuS Wiebelskirchen)         | Heike Erler (TuS Wiebelskirchen)            | Eric Farries (TuS Wiebelskirchen) Stefan Maus (TuS Wiebelskirchen)                     | Heike Erler (TuS Wiebelskirchen) Anette Geisler (TuS Wiebelskirchen)              | Martin Kranitz (SSV Heiligenwald) Tanja Lorenz (SSV Heiligenwald)                   |
| 1994/95   | Dirk Wagner (SSV Heiligenwald)           | Heike Franke (TuS Wiebelskirchen)           | Marek Bujak (TuS Wiebelskirchen) Chen Jin (TuS Wiebelskirchen)                         | Heike Franke (TuS Wiebelskirchen) Michaela Peiffer (TuS Wiebelskirchen)           | Chen Jin (TuS Wiebelskirchen) Yan Cheng (TuS Wiebelskirchen)                        |
| 1995/96   | Dirk Wagner (SSV Heiligenwald)           | Heike Franke (TuS Wiebelskirchen)           | Björn Decker (SSV Heiligenwald) Dirk Wagner (SSV Heiligenwald)                         | Heike Erler (TuS Wiebelskirchen) Anette Geisler (TuS Wiebelskirchen)              | Eric Farries (TuS Wiebelskirchen) Heike Erler (TuS Wiebelskirchen)                  |
| 1996/97   | Franz-Josef Müller (TuS Wiebelskirchen)  | Sandra Mann (SSV Heiligenwald)              | Eric Farries (TuS Wiebelskirchen) Eric Patz (TuS Wiebelskirchen)                       | Heike Erler (TuS Wiebelskirchen) Sandra Mann (SSV Heiligenwald)                   | Eric Farries (TuS Wiebelskirchen) Heike Erler (TuS Wiebelskirchen)                  |
| 1997/98   | Björn Decker (SSV Heiligenwald)          | Wiebke Schrempf (TuS Wiebelskirchen)        | Uwe Ossenbrink (TuS Wiebelskirchen) Sebastian Ottrembka (TuS Wiebelskirchen)           | Viola Rathgeber (TuS Wiebelskirchen) Wiebke Schrempf (TuS Wiebelskirchen)         | Uwe Ossenbrink (TuS Wiebelskirchen) Viola Rathgeber (TuS Wiebelskirchen)            |
| 1998/99   | Marek Bujak (TuS Wiebelskirchen)         | Viola Rathgeber (TuS Wiebelskirchen)        | Björn Decker (TuS Wiebelskirchen) Sebastian Ottrembka (TuS Wiebelskirchen)             | Gesa Ladewig (1. BC Bischmisheim) Sandra Mann (SSV Heiligenwald)                  | Sebastian Ottrembka (TuS Wiebelskirchen) Viola Rathgeber (TuS Wiebelskirchen)       |
| 1999/2000 | Hargiono (TuS Wiebelskirchen)            | Sandra Mann (SSV Heiligenwald)              | Hargiono (TuS Wiebelskirchen) Sebastian Ottrembka (TuS Wiebelskirchen)                 | Gesa Ladewig (1. BC Bischmisheim) Sandra Mann (SSV Heiligenwald)                  | Sebastian Ottrembka (TuS Wiebelskirchen) Gesa Ladewig (1. BC Bischmisheim)          |
| 2000/2001 | Marek Bujak (TuS Wiebelskirchen)         | Michaela Peiffer (TuS Wiebelskirchen)       | Michael Keck (1. BC Bischmisheim) Thomas Tesche (1. BC Bischmisheim)                   | Gesa Ladewig (1. BC Bischmisheim) Sandra Mann (SSV Heiligenwald)                  | Kai Behles (1. BC Bischmisheim) Gesa Ladewig (1. BC Bischmisheim)                   |
| 2001/2002 | Marcel Reuter (TuS Wiebelskirchen)       | Sandra Mann (SSV Heiligenwald)              | Marcel Reuter (TuS Wiebelskirchen) Benjamin Woll (TuS Wiebelskirchen)                  | Gesa Ladewig (1. BC Bischmisheim) Sandra Mann (SSV Heiligenwald)                  | Kai Behles (1. BC Bischmisheim) Gesa Ladewig (1. BC Bischmisheim)                   |
| 2002/2003 | Marcel Reuter (TuS Wiebelskirchen)       | Michaela Peiffer (TuS Wiebelskirchen)       | Michael Keck (1. BC Bischmisheim) Kai Behles (1. BC Bischmisheim)                      | Aline Decker (TuS Wiebelskirchen) Eva Schneider (TuS Wiebelskirchen)              | Michael Keck (1. BC Bischmisheim) Wiebke Schrempf (1. BC Bischmisheim)              |
| 2003/2004 | Marcel Reuter (TuS Wiebelskirchen)       | Aline Decker (TuS Wiebelskirchen)           | Michael Keck (1. BC Bischmisheim) Michael Fuchs (1. BC Bischmisheim)                   | Janine Göbbel (1. BC Bischmisheim) Xu Huaiwen (1. BC Bischmisheim)                | Michael Keck (1. BC Bischmisheim) Xu Huaiwen (1. BC Bischmisheim)                   |
| 2004/2005 | Marcel Reuter (TuS Wiebelskirchen)       | Carola Bott (1. BC Bischmisheim)            | Thomas Tesche (1. BC Bischmisheim) Joachim Tesche (1. BC Bischmisheim)                 | Carola Bott (1. BC Bischmisheim) Gesa Ladewig (1. BC Bischmisheim)                | Thomas Tesche (1. BC Bischmisheim) Gesa Ladewig (1. BC Bischmisheim)                |
| 2005/2006 | Mark Schenkelberger (TuS Wiebelskirchen) | Sandra Mann (1. BC Bischmisheim)            | Kai Behles (1. BC Bischmisheim) Thomas Tesche (1. BC Bischmisheim)                     | Aline Decker (TuS Wiebelskirchen) Eva Schneider (TuS Wiebelskirchen)              | Benjamin Woll (TuS Wiebelskirchen) Anika Sietz (TuS Wiebelskirchen)                 |
| 2006/2007 | Bernd Schwitzgebel (1. BC Bischmisheim)  | Aline Decker (TuS Wiebelskirchen)           | Kai Behles (1. BC Bischmisheim) Thomas Tesche (1. BC Bischmisheim)                     | Aline Decker (TuS Wiebelskirchen) Eva Schneider (TuS Wiebelskirchen)              | Michael Cassel (1. BC Bischmisheim) Anika Sietz (1. BC Bischmisheim)                |
| 2007/2008 | Michael Kleibert (1. BC Bischmisheim)    | Pia Rehlinger (TV Bous)                     | Kai Behles (1. BC Bischmisheim) Philip Welker (1. BC Bischmisheim)                     | Pia Rehlinger (TV Bous) Anika Sietz (1. BC Bischmisheim)                          | Kai Behles (1. BC Bischmisheim) Aline Decker (TuS Wiebelskirchen)                   |
| 2008/2009 | Philip Welker (1. BC Bischmisheim)       | Laura Lang (TV Überherrn)                   | Bernd Schwitzgebel (1. BC Bischmisheim) Philip Welker (1. BC Bischmisheim)             | Aline Decker (TuS Wiebelskirchen) Eva Schneider (TuS Wiebelskirchen)              | Kai Behles (1. BC Bischmisheim) Aline Decker (TuS Wiebelskirchen)                   |
| 2009/2010 | Philippe Hengen (TuS Wiebelskirchen)     | Laura Lang (TV Überherrn)                   | Kai Behles (1. BC Bischmisheim) Philip Welker (1. BC Bischmisheim)                     | Aline Decker (TuS Wiebelskirchen) Eva Schneider (TuS Wiebelskirchen)              | Kai Behles (1. BC Bischmisheim) Aline Decker (TuS Wiebelskirchen)                   |
| 2010/2011 | Michael Kleibert (1. BC Bischmisheim)    | Laura Lang (TV Überherrn)                   | Dominic Becker (1. BC Bischmisheim) Nicola Heinz (1. BC Bischmisheim)                  | Aline Decker (TuS Wiebelskirchen) Eva Schneider (TuS Wiebelskirchen)              | Sascha Seibüchler (TV Wemmetsweiler) Sandra Mann (TV Wemmetsweiler)                 |
| 2011/2012 | Ronald Huber (TuS Wiebelskirchen)        | Aline Decker (KV St. Ingbert)               | Ronald Huber (TuS Wiebelskirchen) Sebastian Ottrembka (TuS Wiebelskirchen)             | Laura Lang (TuS Wiebelskirchen) Franziska Ottrembka (TuS Wiebelskirchen)          | Sebastian Ottrembka (TuS Wiebelskirchen) Franziska Ottrembka (TuS Wiebelskirchen)   |
| 2012/2013 | Matthias Deininger (1. BC Bischmisheim)  | Viviane Charoloy (TuS Wiebelskirchen)       | Matthias Deininger (1. BC Bischmisheim) Andreas Schneider (TuS Wiebelskirchen)         | Viviane Charoloy (TuS Wiebelskirchen) Nathalie Burger (1. BC Bischmisheim)        | Matthias Deininger (1. BC Bischmisheim) Viviane Charoloy (TuS Wiebelskirchen)       |
| 2013/2014 | Matthias Deininger (1. BC Bischmisheim)  | Laura Lang (TuS Wiebelskirchen)             | Matthias Deininger (1. BC Bischmisheim) Marc Schenkelberger (BSC Fischbach)            | Viviane Charoloy (TuS Wiebelskirchen) Nathalie Burger (1. BC Bischmisheim)        | Matthias Deininger (1. BC Bischmisheim) Viviane Charoloy (TuS Wiebelskirchen)       |
| 2014/2015 | Christian Wühr (BSC Fischbach)           | Laura Lang (TuS Wiebelskirchen)             | Andreas Schneider (TuS Wiebelskirchen) Marius Wittmer (BSC Fischbach)                  | Lena Bauer (TuS Wiebelskirchen) Aline Schneider (KV St. Ingbert)                  | Marc Schenkelberger (BSC Fischbach) Nathalie Burger (1. BC Bischmisheim)            |
| 2015/2016 | nicht ausgetragen                        | nicht ausgetragen                           | nicht ausgetragen                                                                      | nicht ausgetragen                                                                 | nicht ausgetragen                                                                   |
| 2016/2017 | Matthias Deininger (1. BC Bischmisheim)  | Laura Lang (TuS Wiebelskirchen)             | Ronald Huber (TuS Wiebelskirchen) Mike Vallenthini (TuS Wiebelskirchen)                | Laura Lang (TuS Wiebelskirchen) Viviane Charoloy (TuS Wiebelskirchen)             | Christian Wühr (BSC Fischbach) Viviane Charoloy (TuS Wiebelskirchen)                |
| 2017/2018 | Jonas Scheller (1. BC Bischmisheim)      | Alisa Rebmann (1. BC Bischmisheim)          | Jonas Scheller Matthias Petry (1. BC Bischmisheim)                                     | Aileen Krein (1. BC Bischmisheim) Natalia Perminova (1. BC Bischmisheim)          | Felix Kruchten (1. BC Bischmisheim) Nadine Petry (1. BC Bischmisheim)               |
| 2018/2019 | Jonas Scheller (1. BC Bischmisheim)      | Ann-Katrin Hippchen (1. BC Bischmisheim)    | Felix Kruchten (1. BC Bischmisheim) Julian Lohau (1. BC Bischmisheim)                  | Selina Krein (PSV Saarbrücken) Laura Such (1. BC Bischmisheim)                    | Julian Lohau (1. BC Bischmisheim) Ann-Katrin Hippchen (1. BC Bischmisheim)          |
| 2019/2020 | Jonas Scheller (1. BC Bischmisheim)      | Alisa Rebmann (1. BC Bischmisheim)          | Matthias Petry (1. BC Bischmisheim) Jonas Scheller (1. BC Bischmisheim)                | Selina Krein (PSV Saarbrücken) Ann-Katrin Hippchen (1. BC Bischmisheim)           | Matthias Assmann (1. BC Bischmisheim) Kathrin Kausch (PSV Saarbrücken)              |
| 2020/2021 | nicht ausgetragen                        | nicht ausgetragen                           | nicht ausgetragen                                                                      | nicht ausgetragen                                                                 | nicht ausgetragen                                                                   |
| 2021/2022 | Matthias Petry (1. BC Bischmisheim)      | Ann-Katrin Hippchen (1. BC Bischmisheim)    | Matthias Petry (1. BC Bischmisheim) Samuel Pabst (1. BC Bischmisheim)                  | Selina Krein (1. BC Bischmisheim) Ann-Katrin Hippchen (1. BC Bischmisheim)        | Samuel Pabst (1. BC Bischmisheim) Ann-Katrin Hippchen (1. BC Bischmisheim)          |
| 2022/2023 | Jonas Scheller (1. BC Bischmisheim)      | Katrin Kirsch (SSV Heiligenwald)            | Jonas Scheller (1. BC Bischmisheim) Samuel Pabst (1. BC Bischmisheim)                  | nicht ausgetragen                                                                 | Samuel Pabst (1. BC Bischmisheim) Ann-Katrin Hippchen (1. BC Bischmisheim)          |
| 2023/2024 | Jonas Scheller (1. BC Bischmisheim)      | Alisa Rebmann (1. BC Bischmisheim)          | Jonas Scheller (1. BC Bischmisheim) Julian Lohau (PSV Saar)                            | Alisa Rebmann (1. BC Bischmisheim) Anna Jungmann (1. BC Bischmisheim)             | Felix Kruchten (PSV Saar) Rebekka Baltes (PSV Saar)                                 |
| 2024/2025 | Felix Kruchten (PSV Saar)                | Alisa Rebmann (1. BC Bischmisheim)          | Jonas Scheller (1. BC Bischmisheim) Julian Lohau (PSV Saar)                            | Ann-Katrin Hippchen (PSV Saar) Selina Krein (PSV Saar)                            | Matthias Deininger (1. BC Bischmisheim) Ann-Katrin Hippchen (PSV Saar)              |